# ハイスタンダード HDM
ハイスタンダード HDM（High Standard HDM）は、アメリカ合衆国で開発された一体型消音器を備える自動拳銃である。ハイスタンダード社製のモデルHDピストルを原型とする。第二次世界大戦中、秘密活動部局である戦略情報局（OSS）が採用した。法的な懸念のため、この銃で使うことを想定したフルメタルジャケットの.22ロングライフル弾が開発された。単にOSSピストル（OSS Pistol）とも呼ばれた。
第二次世界大戦後も中央情報局（CIA）や特殊部隊など、アメリカの政府組織によって使用された例が知られている。

## 歴史

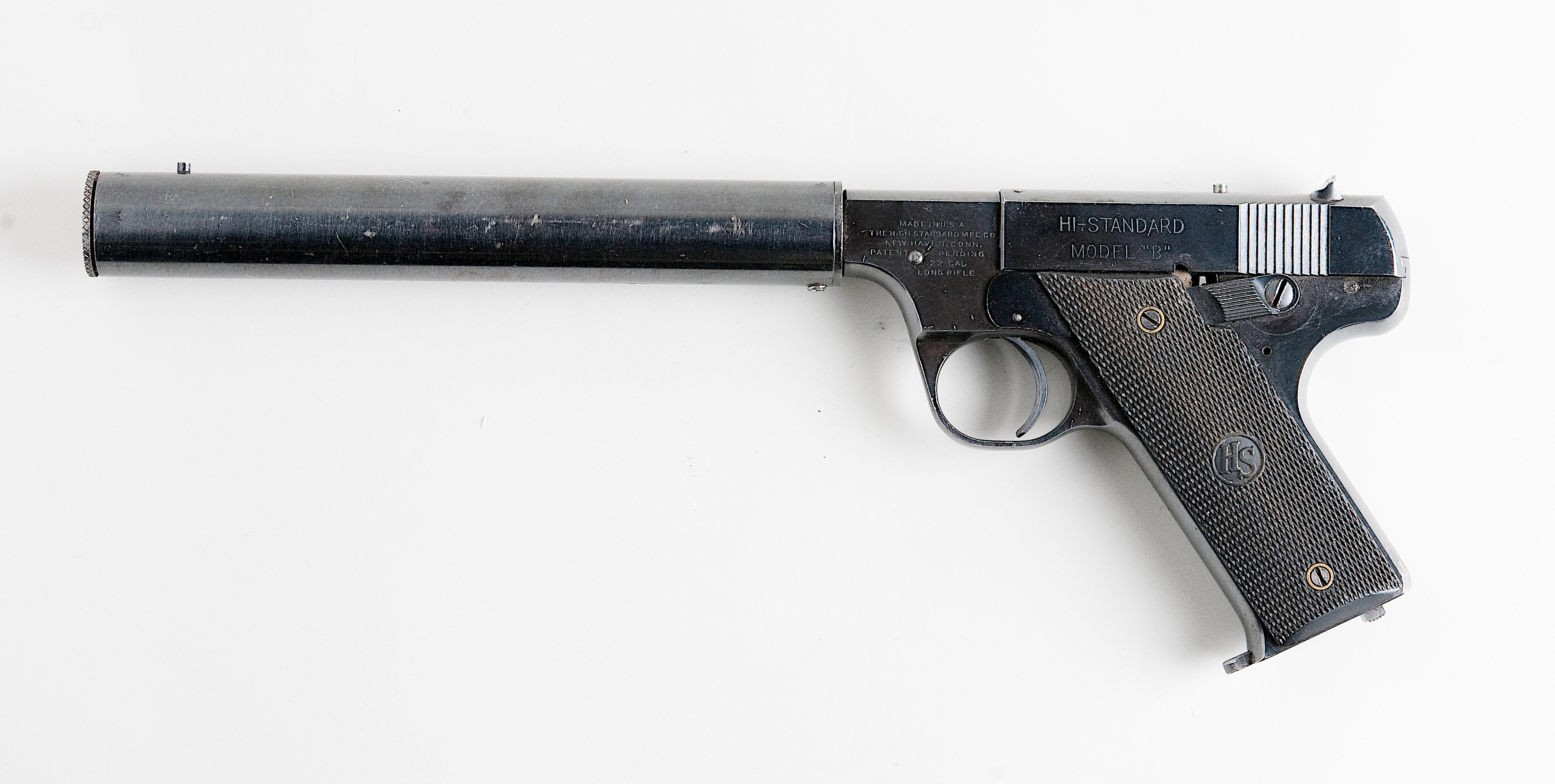
イギリスで設計されたモデルB消音型

最初にハイスタンダード製消音ピストルを採用したのは、イギリスの特殊作戦執行部（SOE）であった。1939年に第二次世界大戦が勃発した直後、イギリスはハイスタンダードのモデルBをレンドリース契約のもとで購入し、1942年には銃身を覆う一体型消音器を備えた消音ピストルへの改造を行わせている。一方、アメリカでも陸軍省が1942年からハイスタンダード製ピストル各モデルの調達を進めた。ハイスタンダードではこの需要を満たすべく、生産効率の高い製品としてモデルHDを開発した。1943年、OSSはSOEと同等の消音ピストルの開発を要請し、これを受けて開発されたのがモデルHD M/Sである。M/Sは軍用・消音（Military/Silenced）を意味する。消音器はベル研究所によって設計された。消音ピストルは「衝撃試験機材」（Impact Testing Machines）なる秘匿名称のもと、秘密裏に製造が行われた。
これに先立ち、ハイスタンダード社では1943年にM1カービン用消音器の設計および実験に関する契約を政府と結んでいた（ただし、製造には至らなかった）。また、モデルHDの納品の数カ月後からM3サブマシンガン用消音器の設計に着手していた。1943年10月、110丁の各種消音火器が試験のためベル研究所へと送られた。この中にはハイスタンダード製のモデルA、B、D、Eあわせて44丁が含まれた。消音されたハイスタンダード製ピストルの性能が高く評価されたことを受け、1943年11月22日には1,500丁分の消音ピストル生産契約が締結された。
伝えられるところによれば、ウィリアム・ドノバンOSS長官は、砂袋とHDMを大統領執務室に持ち込み、職務中だったフランクリン・ルーズベルト大統領や執務室前の警備員に気づかれることなく10発の射撃を行い、穴の空いた砂袋と空の弾倉を見せて何があったのかを伝え、これを以て大統領へのデモンストレーションとしたという。ルーズベルトはHDMを非常に気に入り、OSS側から秘密兵器であることを伝えられるまでハイドパークの自宅に展示していた。
1944年、チェスター・ニミッツ提督が報道陣に写真を公開したことで、HDMの存在は公に知られることとなった。ニミッツはOSSからこのピストルを贈られていた数少ない高官の1人である。

### 運用
1944年1月、最初に製造された503丁のHDMが出荷された。アルジェでの現地試験を経て、ダグラス・マッカーサー将軍の元に20丁、アラモ・スカウトの元に6丁が送られた。同年7月末までに、ヨーロッパ戦線に619丁、地中海戦線に411丁、極東戦線に367丁が送られ、アメリカ国内に193丁が保管されていた。その後の1年以内に、合計495丁が地中海へ、636丁が極東へと送られた。8月には1,000丁分の追加発注が行われた。1丁あたりの出荷コストは38.93ドルであった。当初の評判は振るわなかったものの、間もなくして有用性が認められ、広く使われるようになった。
OSSでは、西ヨーロッパ、北アフリカ、極東、太平洋などの戦線にてHDMを使用した。第二次世界大戦後にOSSの後身として設立された中央情報局（CIA）でも、HDMは引き続き使用された。ベトナム戦争の際には制式装備ではなかったものの、CIAのエージェントや契約者、あるいはCIAが関与する秘密工作任務に従事する米軍人らに支給された。陸軍特殊部隊群にもHDMの一部が引き渡されていたと言われている。
ロッキードU-2の乗員にも支給されていた。1960年5月1日のU-2撃墜事件ではパイロットのフランシス・ゲーリー・パワーズがソ連邦側の捕虜となったが、この時に押収された個人装備の中にHDMも含まれていた。パワーズのHDMは、後にモスクワのルビャンカ刑務所博物館に展示品として収蔵された。
アメリカ海兵隊武装偵察部隊第1中隊では、2001年の時点でも少数のHDMを保有していた。
Arms Tech Limitedでは、HDMのレプリカを製造している。

## 設計
標準的なハイスタンダード製ピストルとは異なり、銃の動作音を抑えるためにスライドロック機能が設けられている。銃身には4列8個のガス抜き穴があり、燃焼ガスはここから消音器内の亜鉛メッキ青銅製メッシュヒートシンクがある空間に逃れる。消音器の銃口側にはもう1つ空間があり、銃口からのガスを捉える真鍮/青銅のワイヤースクリーンが詰められていた。OSSエージェントらはしばしばこの2つ目の空間に水やシェービングクリームなどの液体を満たし、銃口をテープで塞ぐことで消音効果を高めた。射撃時に発する音は20デシベル程度で、ほとんど銃の機械的な動作音のみであった。メッシュおよびワイヤースクリーンは、交換までに最大で200発の射撃に耐えることができた。OSSでは、最大の消音効果を得るには対象に銃口を密着される必要があるとしていたが、同時に有効射程は50フィートとも教育されていた。消音器はクリコフスキ型消音器（Kulikowski）の構造を踏襲したものである。レックス・アップルゲートによれば、情報要員の訓練施設で外国製火器の整備を担当していたジャクソンという軍曹が原型となる消音器を考案したという。
ドノバンは消音器が射撃精度に悪影響を与えることはないと考えていた。アップルゲートは100フィード程度の有効射程が期待できるとした。
市販されている.22ロングライフル弾（.22LR弾）は、被覆されていない鉛の弾頭を備えており、戦闘に用いる場合はハーグ陸戦条約に抵触する可能性があった。そのため、フルメタルジャケットの.22LR弾が開発され、市販弾薬の使用は禁止された。ただし、実際にはOSSやSOEのエージェントの間でこの方針の徹底はされていなかった。
1944年後半、.380口径モデルが試作された。消音効果はやや薄れたものの、威力は.22口径よりも優れていた。ただし、製造は終戦までに中止され、OSSに実際に引き渡されたのは1丁のみである。同時に銃身交換が可能な.380口径モデルも試作されており、後に消音器を除去したものがG-380ピストルとして製品化された。また、.22口径と.380口径の中間にあたる.25口径のピストルも使われていたという情報もあるが、詳細は不明である。折畳式銃床が開発された記録が残るものの、現存品は確認されていない。